# Капитол: Дина
Капитол: Дина (енгл. Chapterhouse: Dune) је научнофантастични роман из 1985. године, америчког писца Френка Херберта, који представља шести и последњи роман његовог серијала Дина. Нашао се на 2. месту листе бестселера новина The New York Times.
Као директан наставак Јеретика Дине, роман прати наставак борбе сестринства Бенегесериткиња против свирепих Уважених матера, које настоје да преузме контролу над универзумом и униште фракције и планете које им се противе.
Капитол: Дина се завршава неизвесним крајем, а након Хербертове смрти 1986. неки значајни заплети су остали неразрешени. Две деценије касније, Хербертов син Брајан Херберт, заједно са Кевином Џ. Андерсоном, објавио је два наставка – Ловце Дине (2006) и Пешчане црве Дине (2007) – делимично засноване на белешкама које је Френк Херберт оставио за оно што је назвао Дина 7, свој планирани седми роман у серијалу Дина.

## Радња
Бенегесериткиње се налазе на мети Уважених матера, чије је освајање Старог царства скоро завршено. Уважене матере настоје да асимилују технологију и надљудске вештине Бенегесериткиња и истребе само сестринство. Сада командујући Бенегесериткињама, врховна мајка Дарви Одреида наставља да развија свој драстичан, тајни план за победу над Уваженим матерама. Бенегесериткиње такође тераформирају планету Капитол како би је прилагодили за живот све-важних пешчаних црва, чију су матерњу планету Дину уништиле Уважене матере. Шијана, задужена за овај пројекат, очекује да ће се ускоро појавити пешчани црви. Уважене матере су такође уништиле целу цивилизацију Бене Тлеилакса, док је тлеилашки мајстор Скајтејл једини преживео из своје врсте. У заточеништву Бенегесериткиња, Скајтејл поседује тлеилашку тајну производње гола, коју је невољно продао за заштиту сестринства. Први произведени гола је онај њиховог недавно преминулог војног експерта, Мајлса Тега. Бенегесериткиње имају још два затвореника на Капитолу: најновијег голу Данкана Ајдаха и бившу Уважену матеру Мурбелу, коју су прихватиле као ученицу упркос сумњи да намерава да побегне назад код Уважених матера.
Лампадас, центар за образовање Бенегесериткиња, такође су уништиле Уважена матере. Канцеларка планете, часна мајка Лусила, успева да побегне носећи умове милиона часних мајки. Лусила је принуђена да слети на Гаму где тражи уточиште код подземне групе Јевреја. Рабин даје Лусили уточиште, али да би спасио свој народ од Уважених матера, мора да им је преда. Пре него што то уради, он открива Ребеку, „дивљу” часну мајку која је стекла своја друга сећања без обуке Бенегесериткиња. Лусила дели сећања са Ребеком, која обећава да ће сећања са Лампадаса безбедно доставити сестринству. Лусила је тада „издана” и одведена пред Велику Уважену матеру Даму, која покушава да је убеди да им се придружи, чувајући њен живот у замену за тајне Бенегесериткиња. Уважене матере су посебно заинтересоване да науче да добровољно мењају своју телесну хемију, вештину која је атрофирала међу Бенегесериткињама који су отишле у Раштркавање и еволуирале у Уважене матере. Из овога Лусила закључује да још већи непријатељ од којег Уважене матере беже у великој мери користи биолошки рат. Лусила одбија да подели ово знање са Уваженим матерама, а Дама је на крају убије.
Назад у Капитолу, Одреида се суочава са Данканом и приморава га да призна да је ментат, доказујући да је задржао сећања на своје бројне гола животе. У међувремену, Мурбела пада под притиском бенегесеритског тренинга и схвата да жели да буде Бенегесериткиња. Одреида верује да је сестринство погрешило у страху од емоција, и да како би еволуирале, морају да науче да их прихвате. Мурбела преживљава зачинску агонију и постаје часна мајка. Одреида се суочава са Шијаном, откривајући да су Данкан и Шијана већ неко време савезници. Шијана не открива да су разматрали опцију да поново пробуде Тегова сећања путем утискивања, нити Одреида открива да Шијана има кључеве Данкановог затвора на не-броду. Шијана буди Тегова сећања користећи технике утискивања. Одреида га поново поставља за башара војних снага сестринства за напад на Уважене матере. Одреида најављује ово сестринству и јасно им ставља до знања своју намеру да подели своја сећања са Мурбелом и Шијаном, чинећи их кандидаткињама да је наследе на месту врховне мајке ако она умре. Одреида се састаје са Великом Уваженом матером док бенегесеритске снаге под Теговом командом нападају Гаму огромном силом. Тег користи своју тајну способност да види не-бродове да обезбеди контролу над системом, а бенегесеритска победа се чини неизбежном. Усред ове битке, Ребека и Јевреји се склањају са бенегесеритском флотом.
Дамина главна саветница Логно је убија отровом и преузима контролу над Уваженим матерама. Прекасно, Одреида и Тег схватају да су упали у замку, а Уважене матере користе мистериозно оружје да претворе пораз у победу и заробе Одреиду. Мурбела спашава што је више могуће бенегесеритских снага и они се повлаче у Капитол. Одреида је, међутим, планирала могући неуспех напада и оставила је Мурбели упутства за последњу очајничку коцку. Мурбела долази малом летелицом на планету, најављујући се као Уважена матера која је, у конфузији, успела да побегне од Бенегесериткиња са свим њиховим тајнама. Она је одведена до Велике Уважене матере. У немогућности да обузда свој бес, Логно напада, али је Мурбела убија. Задивљене њеном физичком снагом, преостале Уважене матере су принуђене да је прихвате као свог новог вођу. Одреида је такође убијена у окршају и Мурбела дели њена сећања. Мурбелин успон на лидерску позицију не прихватају све Бенегесериткиње као победу. Неке беже са Капитола, посебно Шијана, која има сопствену визију, и организује да неки од нових пешчаних црва који су се појавили у пустињи Капитола буду доведени на не-брод. Шијани се придружује Данкан. Њих двоје беже у џиновском не-броду, са Скајтејлом, Тегом и Јеврејима. Мурбела препознаје њихов план у последњем тренутку, али је немоћна да их заустави.

## Пријем
Роман је дебитовао на 5. месту и попео се на 2. место листе бестселера новина The New York Times. Џералд Џонас из ових новина је приметио да: „Упркос свим очекивањима, универзум Дине се развија у све раскошнију и морално захтевнију причу”.
Дејв Ленгфорд је у рецензији романа за часопис White Dwarf изјавио: „Хипер-оштри ликови су импресивни, а резолуција је промишљена и хумана. Иако сам у почетку одустао након што су Деца, Јеретици и Капитол делимично вратили моју веру.”

## Наставци
Две деценије након смрти Френка Херберта, његов син Брајан Херберт, заједно са Кевином Џ. Андерсоном, објавио је два наставка – Ловце Дине (2006) и Пешчане црве Дине (2007) – делимично засноване на белешкама које је Френк Херберт оставио за оно што је назвао Дина 7, свој планирани седми роман у серијалу Дина.